# Brachymenium wrightii
Brachymenium wrightii är en bladmossart som beskrevs av Brotherus 1903. Brachymenium wrightii ingår i släktet Brachymenium och familjen Bryaceae. Inga underarter finns listade i Catalogue of Life.